# ماري ديبروس
ماري فرانسواز ديبروس ولدت 8 مارس 1764 وتوفيت 3 مارس 1856 وهي مغنية ميزو سوبرانو أوبرالية فرنسية. ظهرت لأول مرة على المسرح في عام 1776، وكانت ممثلة كوميدية في الثالثة عشرة من عمرها، وبقيت مع الشركة حولي خمسة عقود، حيث قامت بالعديد من الأدوار.